# Castel di Lama
Castel di Lama – miejscowość i gmina we Włoszech, w regionie Marche, w prowincji Ascoli Piceno.
Według danych na styczeń 2009 gminę zamieszkiwały 8252 osoby przy gęstości zaludnienia 752,2 os./1 km².